# Majhauli Raj
Majhauli Raj es  un pueblo y nagar Panchayat situado en el distrito de Deoria en el estado de Uttar Pradesh (India). Su población es de 20818 habitantes (2011). 

## Demografía
Según el  censo de 2011 la población de Majhauli Raj  era de 20818 habitantes, de los cuales 10559 eran hombres y 10219 eran mujeres. Majhauli Raj tiene una tasa media de alfabetización del 68,66%, superior a la media estatal del 67,68%: la alfabetización masculina es del 79,37%, y la alfabetización femenina del 57,72%.